# Aethecerus longior
Aethecerus longior là một loài tò vò trong họ Ichneumonidae.